# Stenkumla kyrka
Stenkumla kyrka tillhör Stenkumla församling på Gotland. Vid Stenkumla backe avrättades Konrad Petterson Lundqvist Tector vid den sista offentliga avrättningen i Sverige. Han är jordfäst på kyrkogården i Stenkumla.

## Kyrkobyggnaden
Ursprungliga kyrkan uppfördes på 1100-talet. Under 1200-talets början byggdes kyrktornet som ingår i nuvarande kyrkobyggnad. Nuvarande kor och sakristia byggdes omkring år 1240. Kyrkan fick sin nuvarande gestalt omkring 1300 då nuvarande långhus uppfördes. Samtidigt höjdes kyrktornet och koret fick sitt spetsbågiga östfönster. Troligen tillkom då även sakristian. Kalkmålningarna i koret härstammar från 1200-talet. Kalkmålningarna i långhuset tillkom vid 1400-talets mitt och är utförda av Passionsmästaren.

## Inventarier[1]
- Två runstenar av bildstenstyp, daterade till mitten av 1000-talet, G 207 och G 208.
- Kalkstenskors med krucifixframställning av bysantinsk typ, cirka 1130–1160, nu i Gotlands museum.
- Triumfkrucifixet från slutet av 1100-talet fanns i den tidigare kyrkan.
- Dörr till sakristian från omkring 1200, ursprungligen dörr i kyrkans västra portal, senare flyttad till tornet då detta uppfördes, och därefter använd som golv i tornets andra våning. Under 1900-talet flyttad till sakristian som dörr.
- Glasmålningar, fragmentariskt bevarade, troligen utförda av Lyemästaren omkring 1275.
- Snidad skåpsfasad i sakramentsnisch från mitten av 1300-talet.
- En kyrkklocka, av tyskt ursprung, troligen från 1400-talets förra hälft.
- Kalkmålningar troligen utförda 1430–1450, målningarna kompletterade i början av 1600-talet.
- Epitafium föreställande två präster, deras hustrur och fyra gossar och fem flickor knäböjande framför kors. Enligt uppgift från Lemke skall epitafiet vara över Anders Rasmusson Kusenmose (död 1606) och Knut Hansson (död 1627), omgift med den föregåendes änka Sofia.
- Predikstolen äldsta delar härrör från 1600-talets mitt. Den är ombyggd och flyttad på 1800-talet.
- Dopfunten härstammar från omkring 1700 eller något senare. Den medeltida dopfuntens fotplatta finns bevarad
- Kollektkista från 1600-talet.
- Altaruppsats, skuren av Lars Matsson Hamel 1676 eller 1677, målad av Johan Bartsch den yngre 1681.

### Orglar
- En orgel flyttades hit på 1859 av Olof Niclas Lindqvist. Den var byggd av Pehr Zacharias Strand, Stockholm och stod tidigare på Kungliga Operan. Den har förändrats under årens lopp och senast 1964 av Andreas Thulesius, Klintehamn. Instrumentet hade från början sex och en halv stämmor, men efter senaste ombyggnaden blev antalet stämmor nio.
- Den nuvarande mekaniska orgeln byggdes 1986 av J. Künkels Orgelverkstad.

| Manual        | Pedal      | Koppel  |
| Gedackt 8’    | Subbas 16' | Man/Ped |
| Fugara 8’     |            |         |
| Principal 4’  |            |         |
| Rörflöjt 4’   |            |         |
| Spetsflöjt 2’ |            |         |
| Mixtur 3 ch   |            |         |

## Bildgalleri

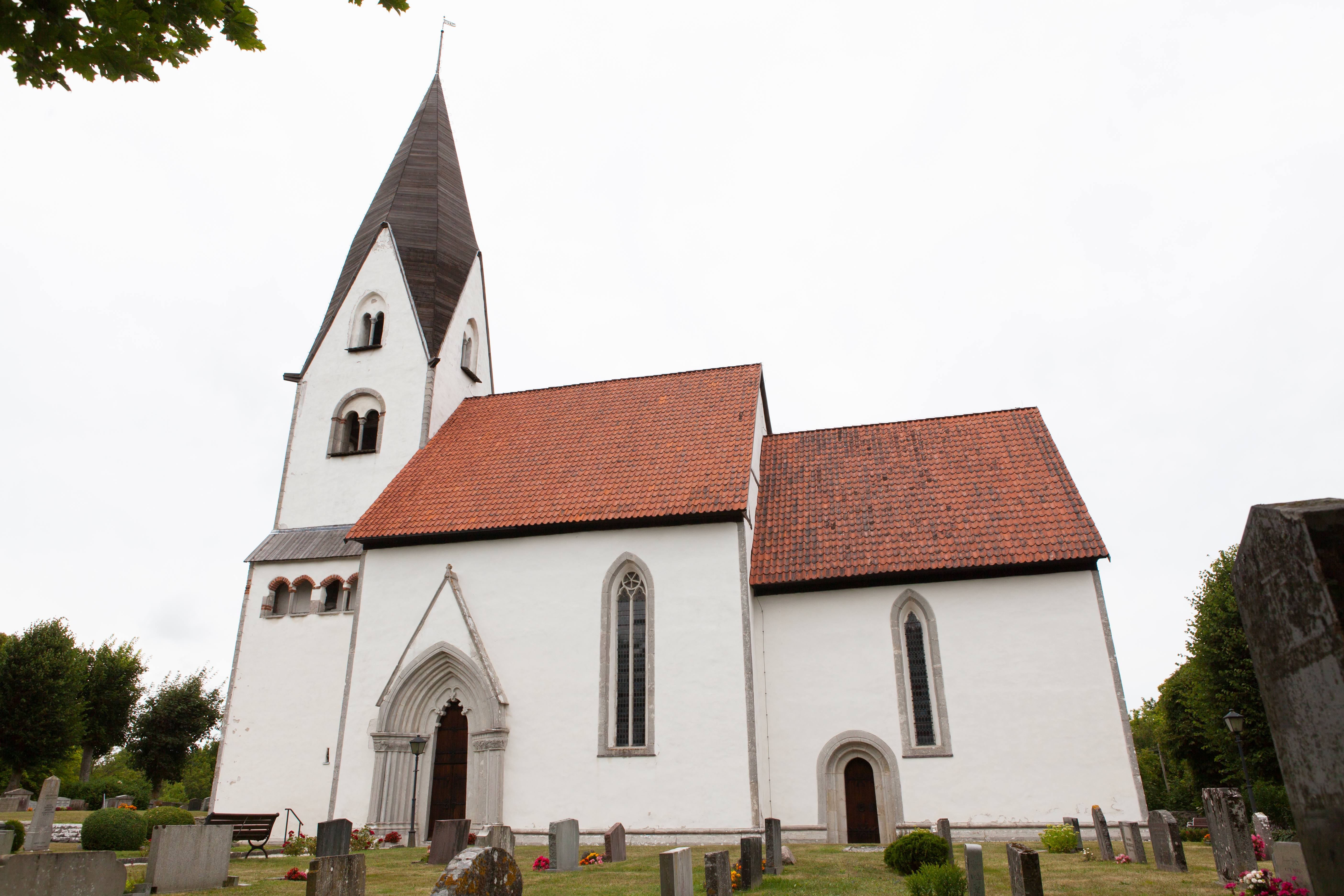
Kyrkan från söder
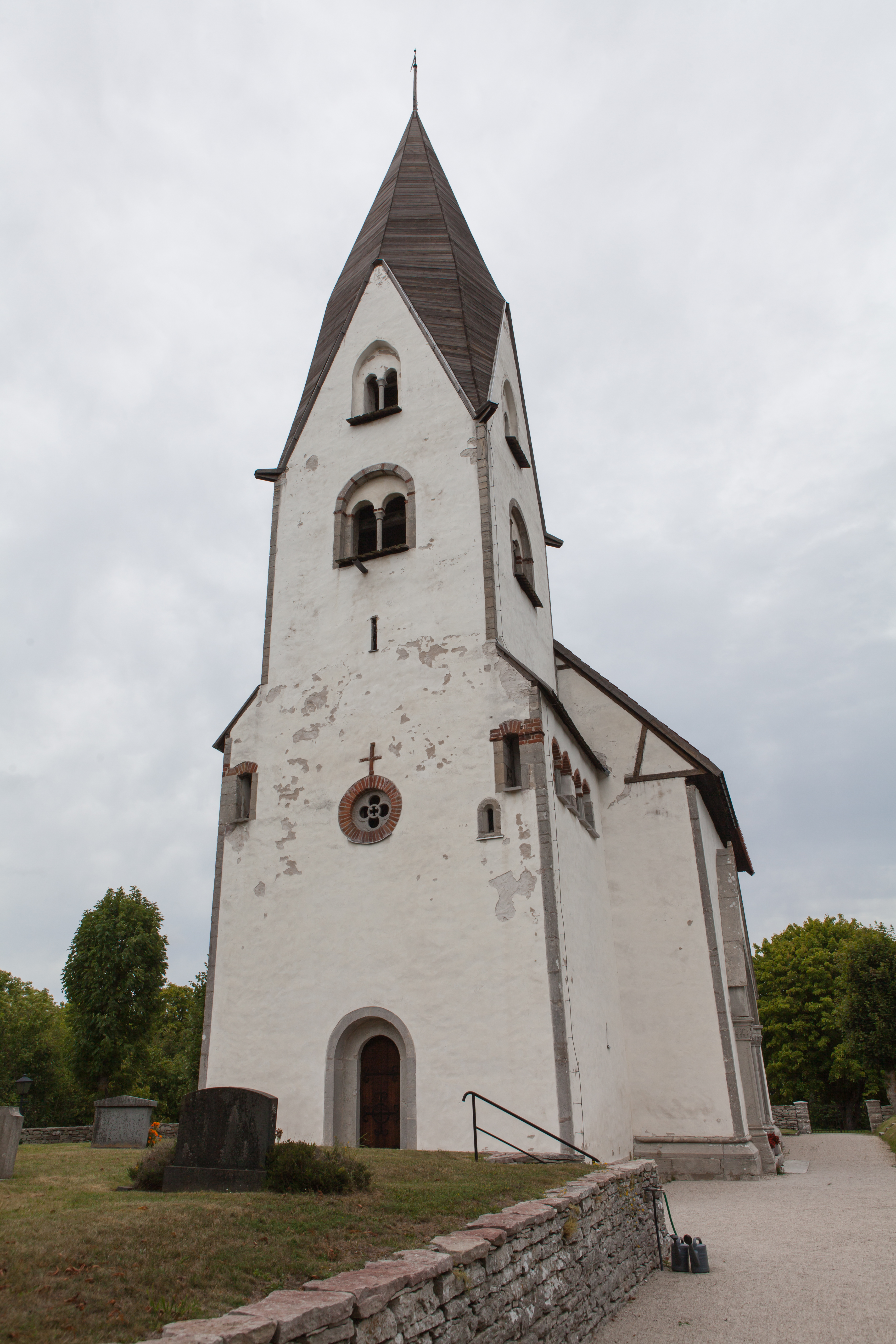
Kyrkobyggnaden från väster
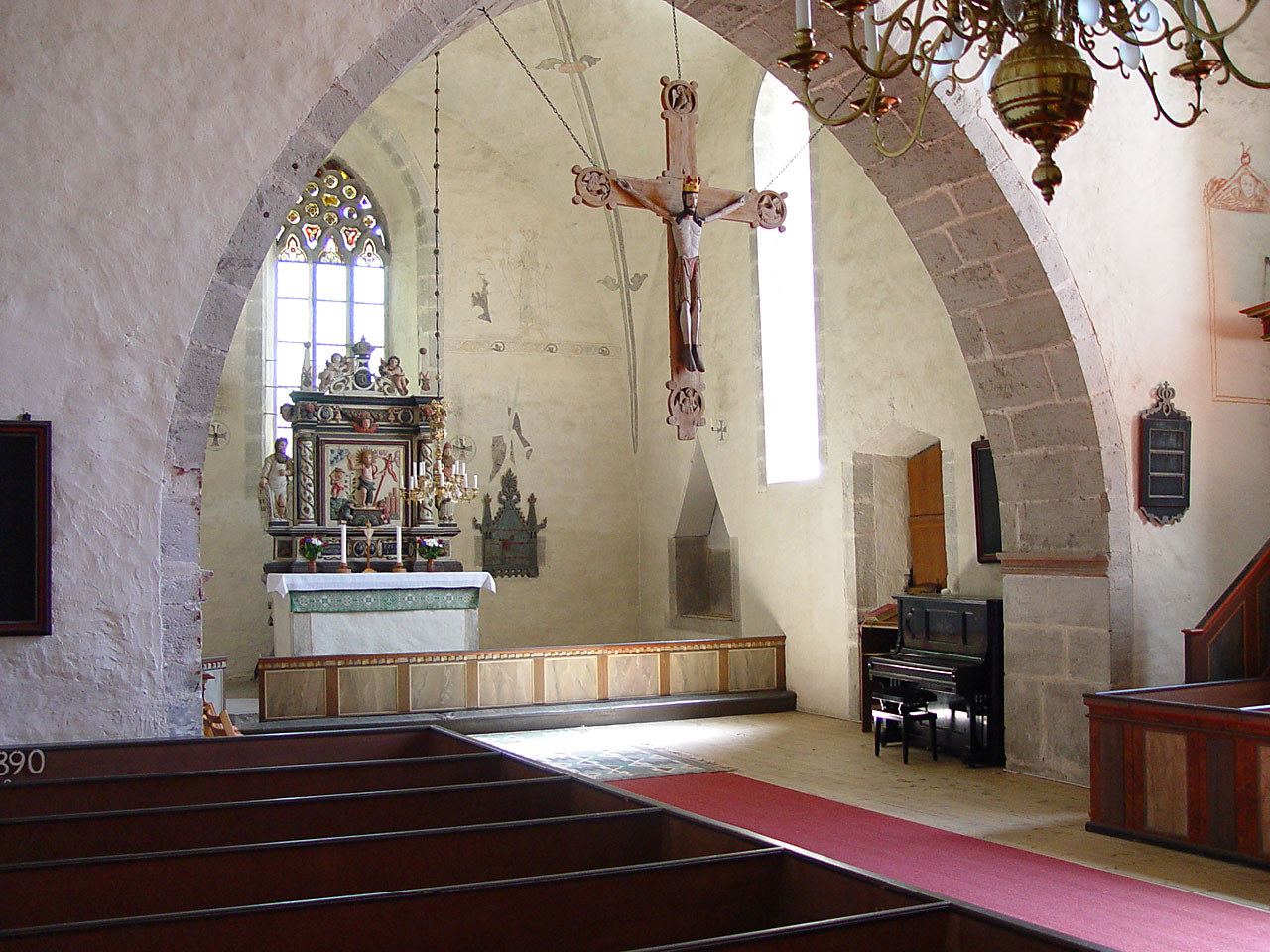
Interiör
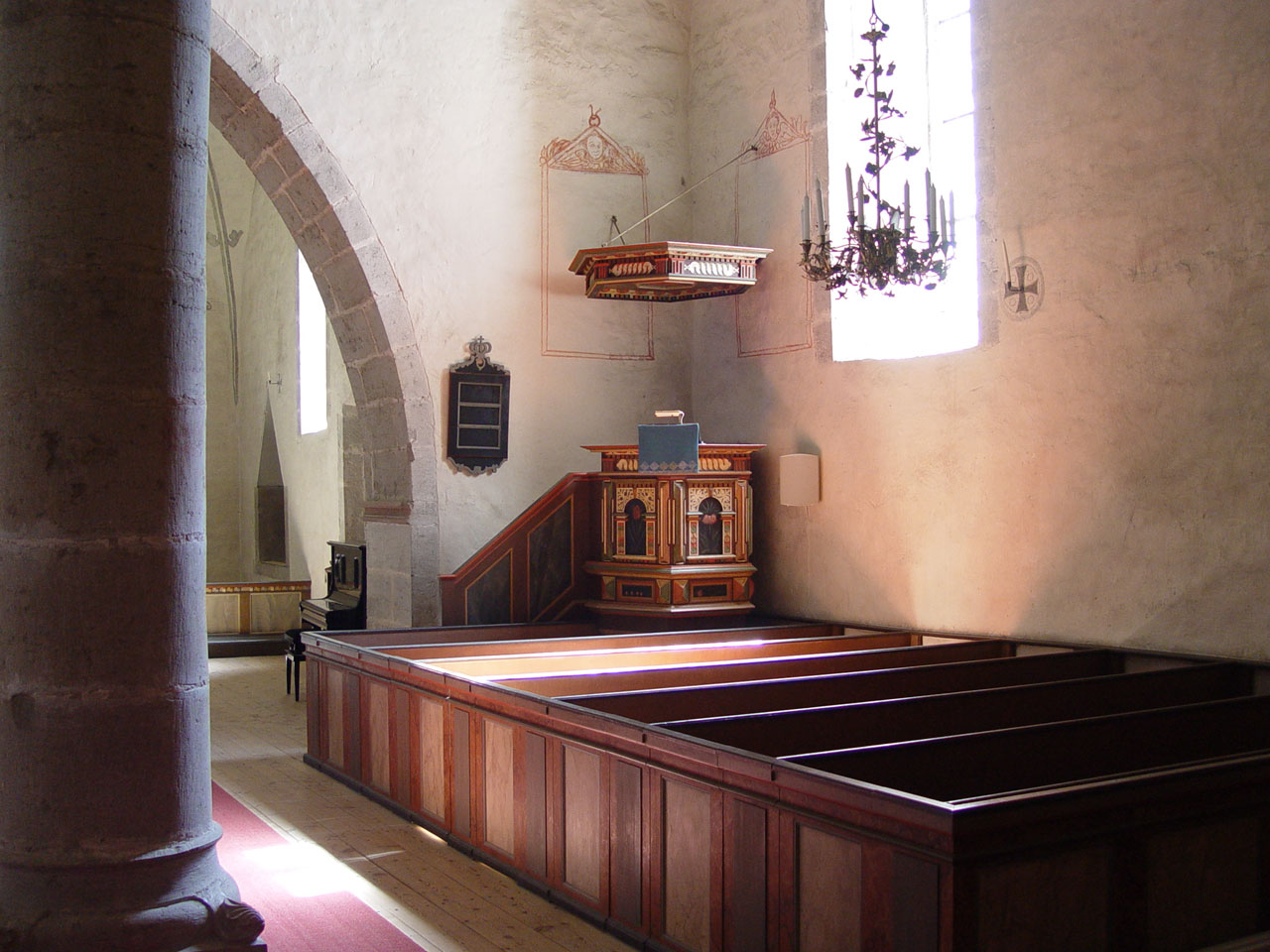
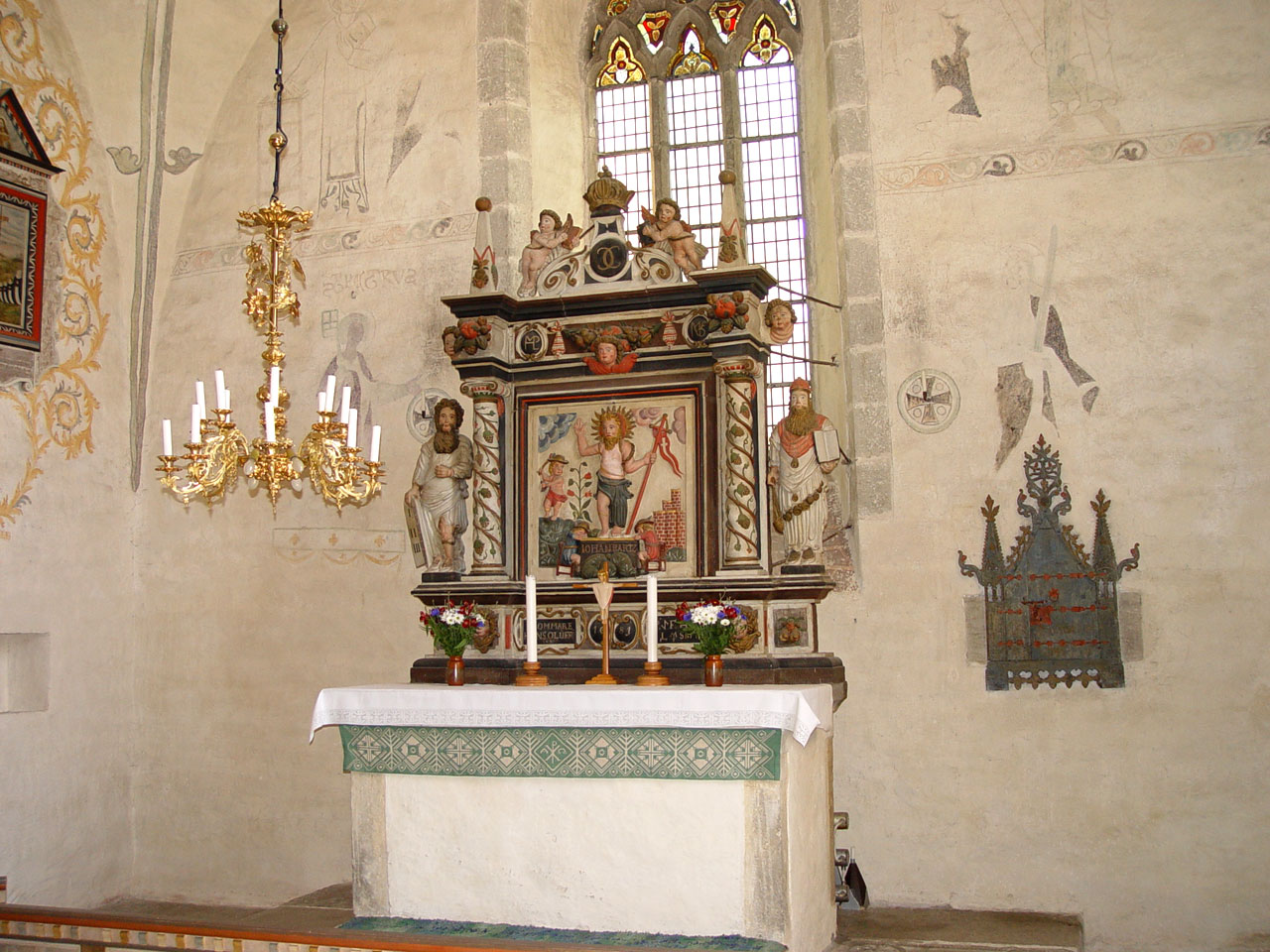
Altaruppsatsen
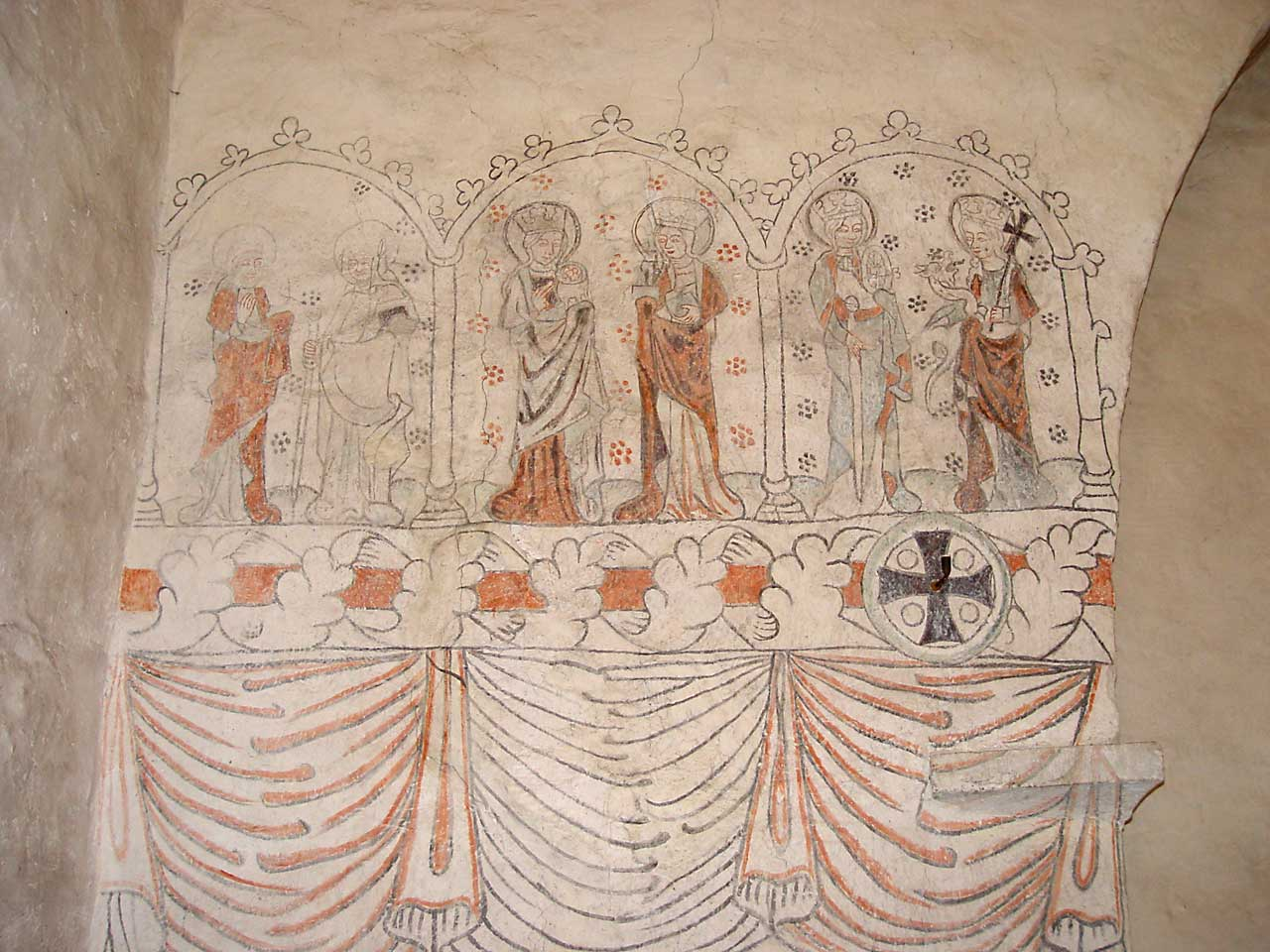
Passionsfris
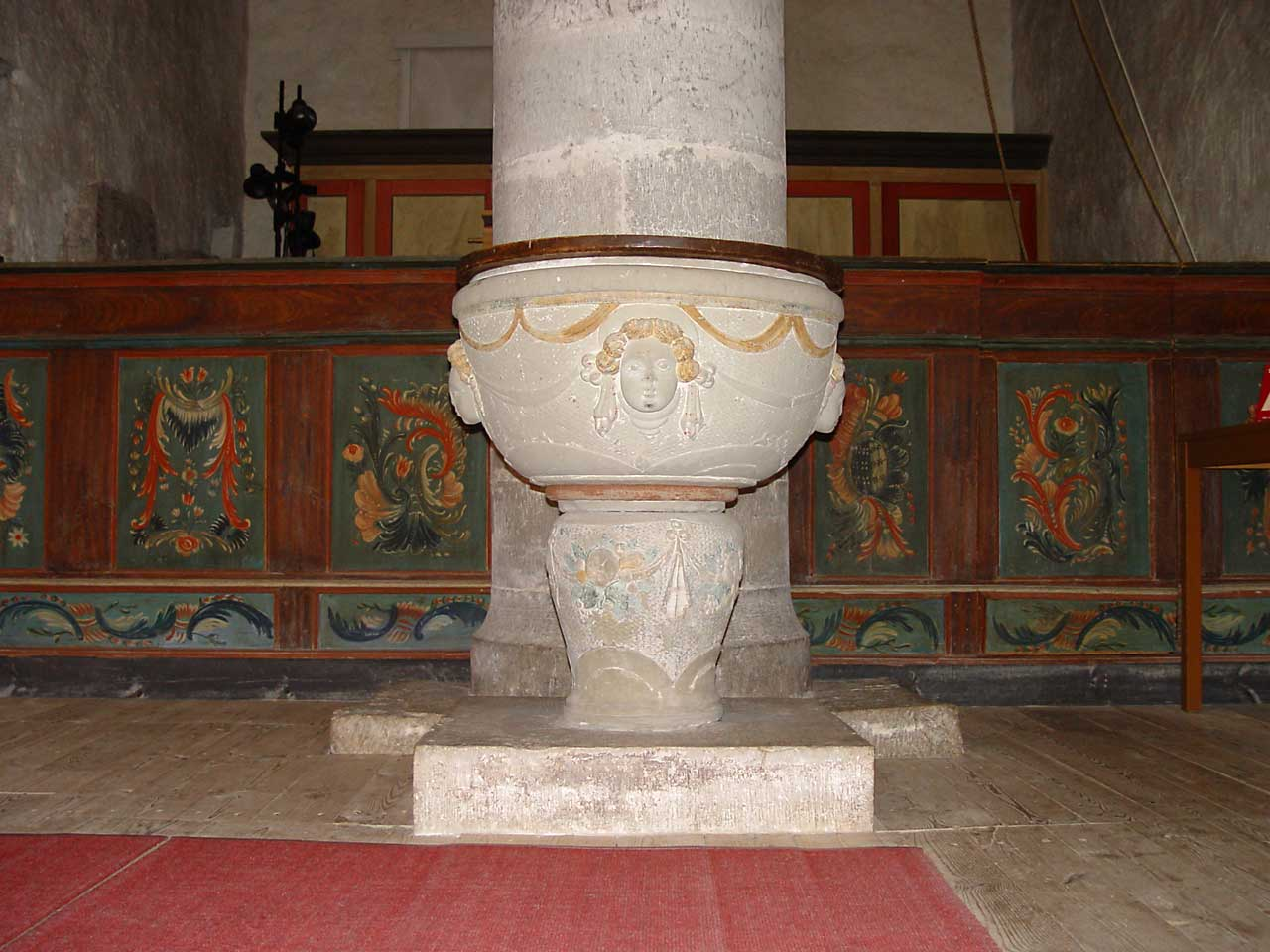
Dopfunt från 1700-talet
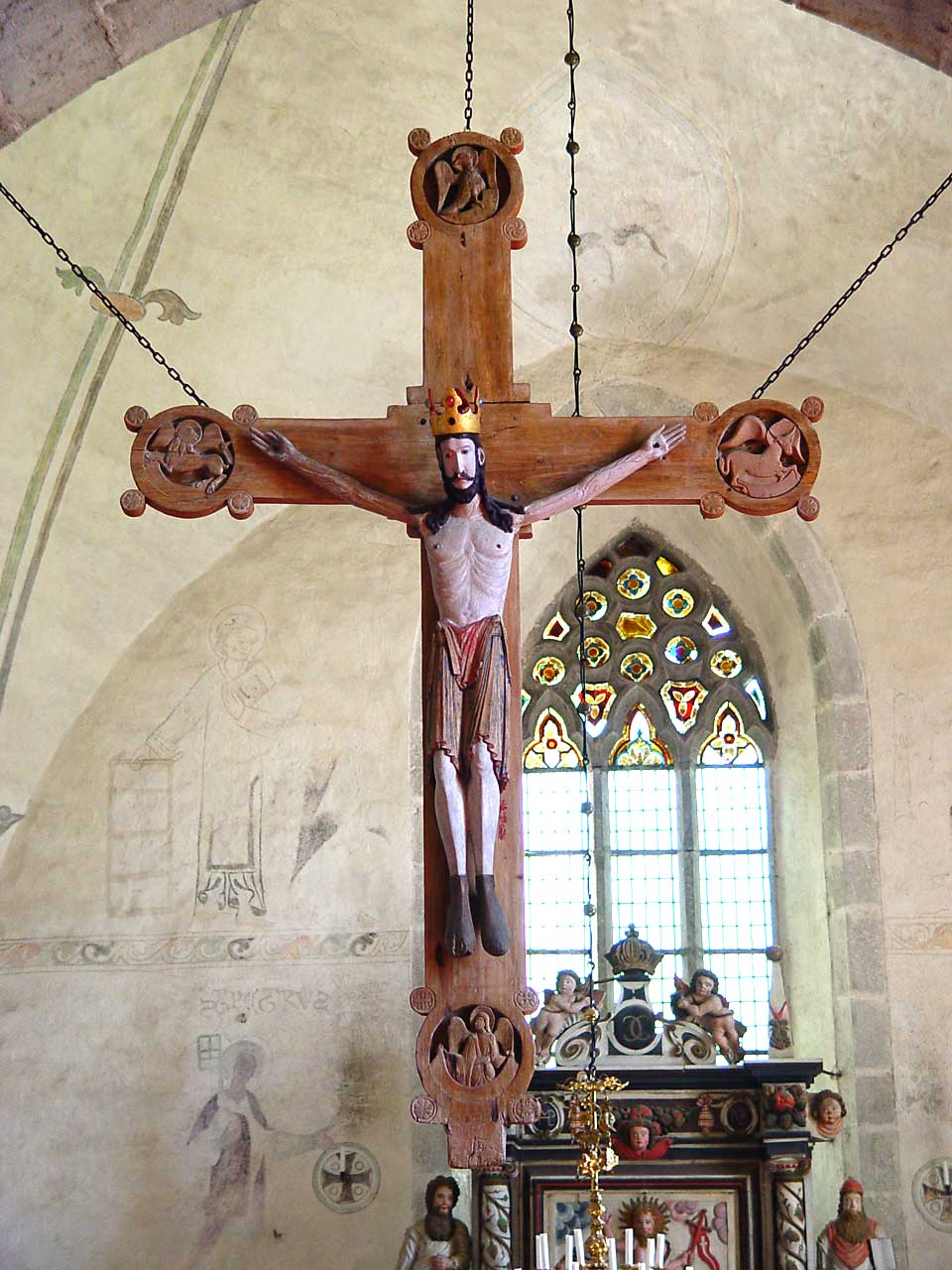
Det 800 år gamla triumfkrucifixet visar den korsfäste iklädd skor
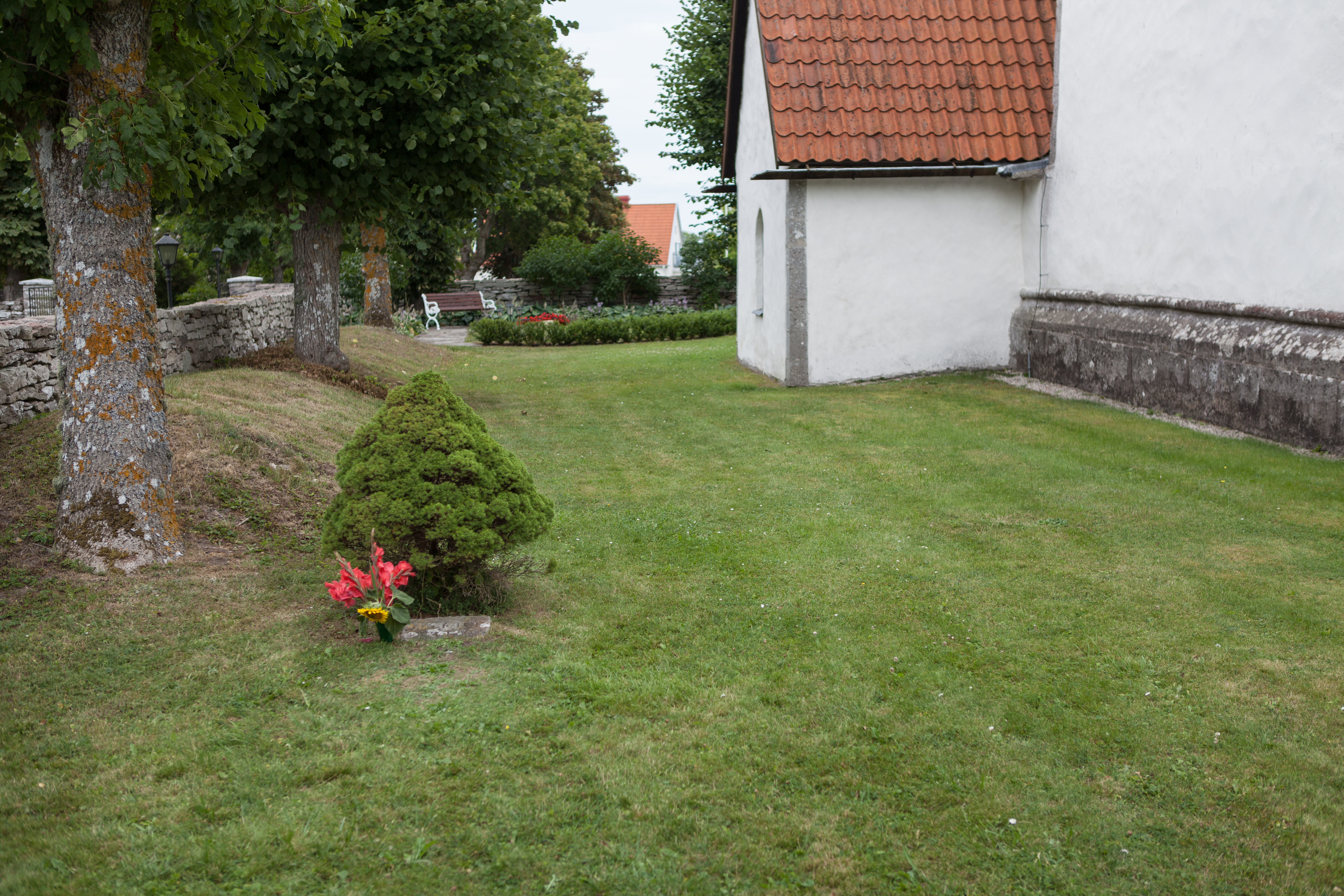
Konrad Petterson Lundqvist Tectors minnessten